# 4278 Harvey
4278 Harvey eller 1982 SF är en asteroid i huvudbältet som upptäcktes den 22 september 1982 av den amerikanske astronomen Edward L.G. Bowell vid Anderson Mesa Station. Den är uppkallad efter G. Roger Harvey.
Den tillhör asteroidgruppen Levin.